# Biddersstraat
De Biddersstraat is een straat in het historisch centrum van Brugge.

## Beschrijving
De Biddersstraat, op de parochie Sint-Gillis, draagt een naam die verwijst naar de 'bidders', de personen die sterfgevallen gingen melden bij vrienden en kennissen en uitnodigden om de uitvaartdienst bij te wonen.
Dat net deze straat deze naam kreeg, wijst er waarschijnlijk op dat op een bepaald ogenblik verschillende 'bidders' in deze straat woonden. Beroepsgenoten huisden immers vaak in elkaars buurt.
De straat loopt van de Sint-Clarastraat tot aan de Lange Raamstraat.